# Tom Pondeljak
Tomislav Pondeljak (Melbourne, 8 gennaio 1976) è un ex calciatore australiano, di ruolo centrocampista.

## Caratteristiche tecniche
Trequartista, poteva essere impiegato anche come centrocampista esterno.

## Carriera

### Club
Ha cominciato a giocare nel St. Albans Saints. Nel 1996 è passato al Melbourne Knights. Nel 1999 si è trasferito al Sydney Utd 58. Nel 2000, dopo aver militato nell'Hajduk Wanderers United, è tornato al Sydney Utd 58. Nel 2001 è stato acquistato dal Sydney Olympic. Nel 2003 è passato al Perth Glory. Nel 2004 ha militato nello Johor. Nel 2005 ha firmato un contratto con il C.C. Mariners. Nel 2008 si è trasferito al Melbourne Victory. Nel 2012 è stato acquistato dal St. Albans Saints, club con cui ha concluso la propria carriera da calciatore.

### Nazionale
Ha debuttato in Nazionale il 6 luglio 2002, in Australia-Vanuatu (2-0). Ha partecipato, con la Nazionale, alla Coppa d'Oceania 2002. Ha collezionato in totale, con la maglia della Nazionale, 6 presenze.

## Palmarès

### Club

#### Competizioni nazionali
- Campionato australiano di calcio: 3

Melbourne Knights: 1995-1996
Sydney Olympic: 2001-2002
Melbourne Victory: 2008-2009